# Kylie Hanigan
Kylie Hanigan, född 18 november 1971, är en australisk friidrottare. Hon deltog vid olympiska sommarspelen 1996.